# Publikationsbias
Publikationsbias (även publiceringsbias eller publikationsskevhet) är när forskningsstudier av olika skäl inte publiceras alls eller publiceras först med tidsfördröjning. Den vanligaste orsaken är att studien inte kunnat finna några positiva, signifikanta resultat, vilket kan göra såväl forskaren, som en eventuell sponsor, samt tidskrifter mindre benägna att publicera studien. Om studien är stor ökar chansen att den publiceras, men med en fördröjning på nära två år jämfört med om den haft positiva resultat (eng. "lag time"). Det finns en risk att uppfattning av forskningsläget, även inom metaanalyser snedvrids (oftast genom att överskatta effekter) på grund av att opublicerade studier inte tas i beaktning. Det är ofta mycket svårt att fastställa om det råder publikationsbias men det finns verktyg som stöd för en bedömning. Vid litteraturöversikter bör författare försöka bedöma risken och redovisa resultatet av den.
I försök att förminska problemet kräver en del framstående medicinska publikationer registrering av experiment innan de påbörjas så att ofördelaktiga resultat inte lämnas opublicerade. Ett annat sätt att motverka problemet kan vara att ta hänsyn till grå litteratur i systematiska översiktsarbeten.